# Дорога специй

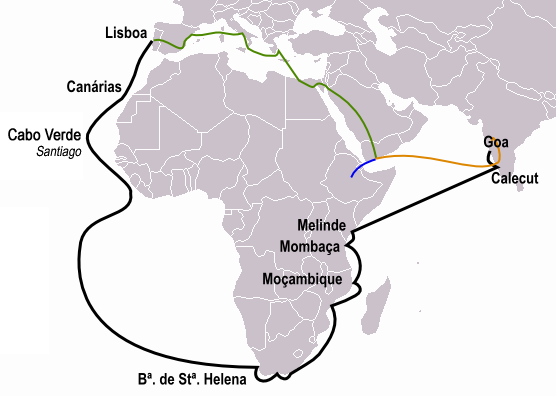
Торговля специями в XV веке (зелёная линия) и маршруты плаваний: Васко да Гама (чёрная), Перо да Ковильяна (оранжевая) и Альфонсо да Паива (синяя)

Дорога специй — сухопутная часть одного из древнейших торговых маршрутов на земле, связывавшего Индию, Острова пряностей и Восточную Африку со странами Средиземноморья. Начинался от портов Аравийского и Красного морей, где товары перегружались на караваны, которые шли через Петру к побережью Средиземного моря. Для облегчения торговли царица Хатшепсут, фараоны Сенусерт III и Нехо I, а также царь Дарий I предпринимали попытки прорыть канал, связывающий Красное море со Средиземным.
Во времена царя Соломона сухопутная часть дороги специй выходила к побережью Эйлатского залива в районе города Эцион-Гавер (нынешний Эйлат). По этому пути доставляли не только специи с Островов Пряностей (корица, имбирь, перец) из Индии, но и ценные породы дерева и слоновую кость из Восточной Африки, шёлк из Китая, золото, серебро, драгоценные камни.

Тогда пошёл Соломон в Ецион-Гавер и в Елаф, который на берегу моря, в земле Идумейской. И прислал ему Хирам чрез слуг своих корабли и рабов, знающих море, и отправились они с слугами Соломоновыми в Офир, и добыли оттуда четыреста пятьдесят талантов золота, и привезли царю Соломону
— 2Пар. 8:17
В зависимости от военно-политической обстановки отдельные участки дороги специй, как и любого другого торгового маршрута, могли смещаться в сторону более безопасных районов. Так, например, во времена царя Ирода основным портом для торговли пряностями на этом маршруте на берегу Средиземного моря была Кейсария, а во время крестовых походов караваны из Петры, обходя район конфликта, шли южнее, выходя к Средиземному морю в районе Эль-Ариша, но эта торговля никогда не прерывалась. Мусульманское господство над маршрутом торговли специями вынудило европейцев искать обходные пути, что, в конечном итоге, привело к эпохе великих географических открытий.